# (4345) Rachmaninoff
(4345) Rachmaninoff ist ein Hauptgürtelasteroid, der am 11. Februar 1988 von Eric Walter Elst vom La-Silla-Observatorium aus entdeckt wurde.
Der Asteroid wurde nach dem russischen Komponisten Sergei Wassiljewitsch Rachmaninow benannt.